# Unterrichtssoftware
Unter Unterrichtssoftware versteht man Software, die speziell für den Unterricht konzipiert wurde.
Der in der deutschsprachigen Mediendidaktik weithin gebräuchliche Begriff ist damit enger gefasst als der Begriff Bildungssoftware, die nicht speziell auf Lern- oder Unterrichtszwecke zugeschnitten sein muss, und überschneidet sich nur teilweise mit dem Begriff Lernsoftware, die zwar ebenfalls für Lernzwecke, aber nicht notwendigerweise für den (schulischen) Unterricht bestimmt ist. Während es sich bei Lernsoftware (z. B. digitalen Tutorien oder Vokabeltrainern) um selbstständige Lernmittel handelt, die dem Schüler bestimmte Lerninhalte ohne direktes Zutun des Lehrers vermitteln, kann Unterrichtssoftware auch Handreichungen für den konventionellen Unterricht umfassen, etwa in Form digital gespeicherter Sammlungen von Lehrmaterialien (Arbeitsblätter, Aufgaben, Grafiken). Auch Software zur Evaluierung von Schülerleistungen (e-assessment) und Quiz-basierte Programme wie Antolin und Schlaukopf.de sind Beispiele von Unterrichtssoftware. Darüber hinaus gibt es Unterrichtssoftware, die darauf abzielt, theoretische Lehrinhalte auf eine praktische Ebene zu bringen.
Stefan Leufen hat folgende Arten von Unterrichtssoftware unterschieden:
- Tutorials und Übungsprogramme
- intelligente tutorielle Systeme
- Simulationsprogramme
- Datenbestände und Datenbanken
- Werkzeuge
- Programmiersysteme
- Hypermedia-Arbeitsumgebungen
- Lernprogramme

Da der Terminus nicht eine bestimmte Art von Software mit einheitlichen Merkmalen, sondern eine spezifische Art der Verwendung von Software bezeichnet, haben andere Mediendidaktiker – wie Dieter Euler oder Sabine Seufert – es bevorzugt, ihre Klassifikationssysteme nicht auf unterschiedliche Arten von Unterrichtssoftware, sondern auf unterschiedliche Formen des computerunterstützten Unterrichts aufzubauen.